# Miguel Ángel Ponce
Miguel Ángel Ponce (Sacramento, 12 de abril de 1989) é um futebolista estadunidense naturalizado mexicano que atua como zagueiro. Atualmente, joga pelo Toluca.
Foi convocado à Copa do Mundo FIFA de 2014.

## Títulos

### México
- Jogos Pan-Americanos: 2011
- Torneio Internacional de Toulon: 2012
- Jogos Olímpicos de Verão de 2012: — Futebol